# 市大医学部駅

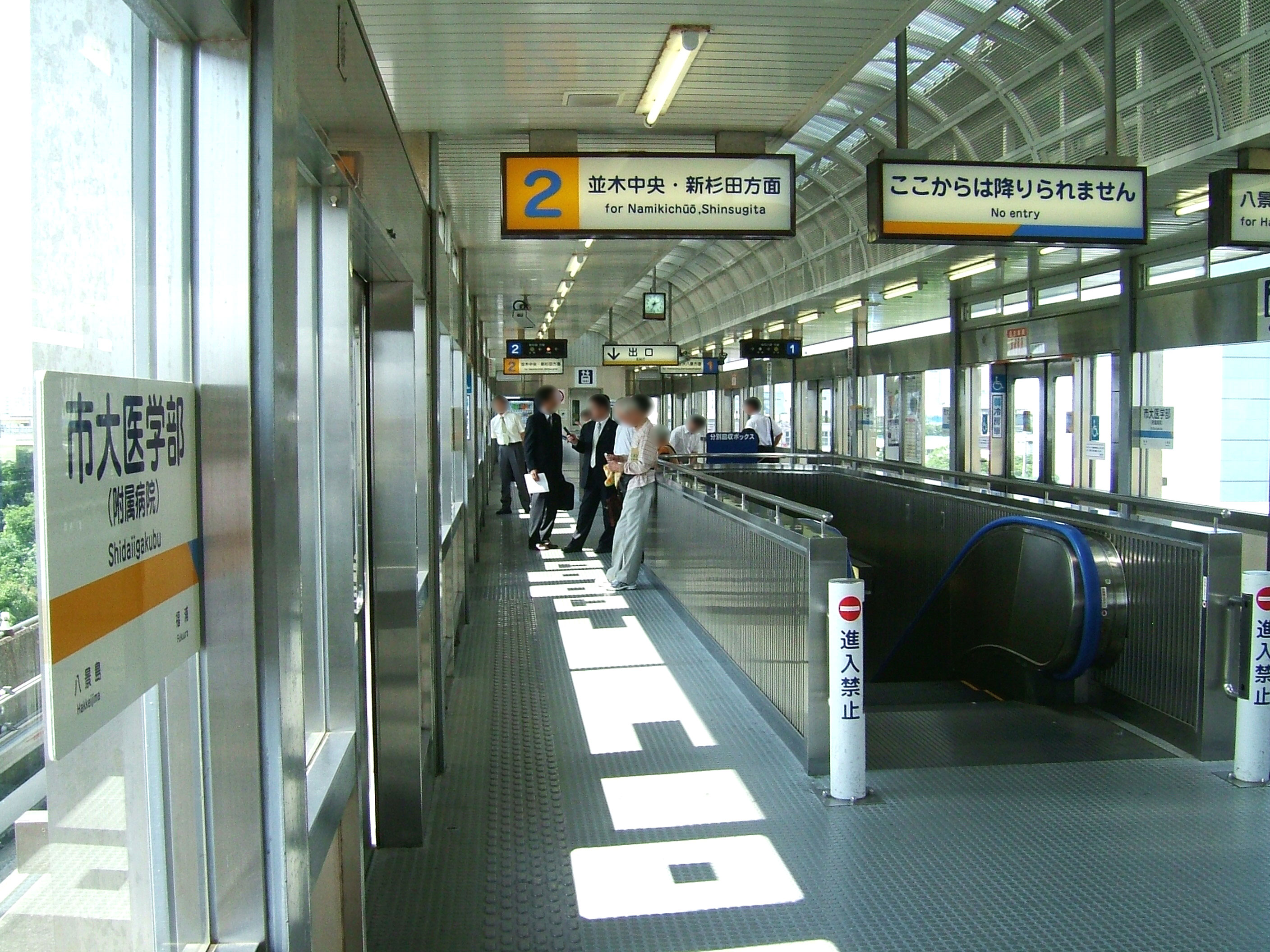
ホーム（2008年7月）

市大医学部駅（しだいいがくぶえき）は、神奈川県横浜市金沢区福浦三丁目にある、横浜シーサイドライン金沢シーサイドラインの駅である。駅番号は9。2010年（平成22年）4月より3年間、「ニッパツ前」の副駅名が付けられている。

## 歴史
- 1989年（平成元年）7月5日 - 開業[1][2]。
- 2005年（平成17年）3月26日 - 自動券売機を更新、供用を開始。
- 2010年（平成22年）4月1日 - ばね製品メーカーの日本発条が命名権を取得。3年間、「ニッパツ前」の副駅名が付く[3]。

## 駅構造
島式ホーム1面2線を有する高架駅で、ホームドアが設置されている。ホーム下の駅舎からは複数の出口が伸びており、そのうち一つは駅の隣にある横浜市立大学附属病院に直接つながっている。
改札内には飲料の自動販売機が設置されている他、近年、小規模な薬局が設置され、調剤の他飲料や衛生用品等も扱っている（時間帯によって閉店している場合あり）。

### のりば
| 番線 | 路線                 | 方向 | 行先                 |
| ---- | -------------------- | ---- | -------------------- |
| 1    | 金沢シーサイドライン | 下り | 八景島・金沢八景方面 |
| 2    | 金沢シーサイドライン | 上り | 並木中央・新杉田方面 |

平日10時 - 17時前後は駅員が配置されているが、休日は無人となる。自動券売機・自動改札設置駅で、エレベーターも設置されている。

## 利用状況
2022年度の1日平均乗降人数は9,892人（乗車人員：4,904人、降車人員：4,988人）である。横浜市立大学附属病院と駅とが直接通路でつながっており、病院へ徒歩1分もかからずに行くことができるため利便性が高く、通院客の利用が多い。
近年の1日平均乗降・乗車人員推移は下記の通り。
| 年度               | 1日平均 乗降人員 | 1日平均 乗車人員 | 出典     |
| ------------------ | ---------------- | ---------------- | -------- |
| 1992年（平成04年） |                  | 4,054            |          |
| 1993年（平成05年） |                  | 3,925            |          |
| 1994年（平成06年） |                  | 3,991            |          |
| 1995年（平成07年） |                  | 3,932            | [ * 1 ]  |
| 1996年（平成08年） |                  | 3,853            |          |
| 1997年（平成09年） |                  | 3,832            |          |
| 1998年（平成10年） |                  | 3,778            | [ * 2 ]  |
| 1999年（平成11年） |                  | 3,799            | [ * 3 ]  |
| 2000年（平成12年） |                  | 3,656            | [ * 3 ]  |
| 2001年（平成13年） |                  | 3,577            | [ * 4 ]  |
| 2002年（平成14年） |                  | 3,604            | [ * 5 ]  |
| 2003年（平成15年） |                  | 3,824            | [ * 6 ]  |
| 2004年（平成16年） |                  | 3,875            | [ * 7 ]  |
| 2005年（平成17年） |                  | 4,041            | [ * 8 ]  |
| 2006年（平成18年） |                  | 4,148            | [ * 9 ]  |
| 2007年（平成19年） |                  | 4,254            | [ * 10 ] |
| 2008年（平成20年） |                  | 4,496            | [ * 11 ] |
| 2009年（平成21年） | 9,186            | 4,464            | [ * 12 ] |
| 2010年（平成22年） | 9,506            | 4,655            | [ * 13 ] |
| 2011年（平成23年） | 9,421            | 4,621            | [ * 14 ] |
| 2012年（平成24年） | 9,727            | 4,842            | [ * 15 ] |
| 2013年（平成25年） | 10,325           | 5,099            | [ * 16 ] |
| 2014年（平成26年） | 10,343           | 5,111            | [ * 17 ] |
| 2015年（平成27年） | 10,830           | 5,347            |          |
| 2016年（平成28年） | 10,907           | 5,382            |          |
| 2017年（平成29年） | 11,265           | 5,551            |          |
| 2018年（平成30年） | 11,498           | 5,681            |          |
| 2019年（令和元年） | 11,429           | 5,673            |          |
| 2020年（令和02年） | 9,055            | 4,486            |          |
| 2021年（令和03年） | 9,419            | 4,670            |          |
| 2022年（令和04年） | 9,892            | 4,904            |          |

## 駅周辺
- 横浜市立大学附属病院
駅連絡通路につながっている2階玄関前に喫茶店、そば屋、花屋、トイレあり
- 公立大学法人横浜市立大学医学部医学科・看護学科（福浦キャンパス）
- 日本発条本社
- 国立研究開発法人水産研究・教育機構中央水産研究所
- 協同組合横浜市建設センター
- バイオパーク
- 東洋電機製造横浜工場
- 日産自動車海外研修センター
- 南横浜自動車学校
- 杉田ゴルフ場
南横浜自動車学校、杉田ゴルフ場は現在の新杉田公園の場所から移転してきたもの。
- 横浜ヘリポート

## バス路線
駅近くの「市大医学部」が最寄りバス停。京浜急行バスによる運行。発着する路線の詳細は京浜急行バス追浜営業所を参照。
- <文19> 金沢文庫駅行

## 隣の駅
横浜シーサイドライン
 金沢シーサイドライン
福浦駅 (8) - 市大医学部駅 (9) - 八景島駅 (10)